# Acanthops contorta
Espèce
Acanthops contorta est une espèce d'insectes, de  l'ordre des Mantodea, de la famille des Acanthopidae, de la sous-famille des Acanthopinae et de la tribu des Acanthopini.

## Dénomination
- Cette espèce a été décrite par Carl Eduard Adolph Gerstäcker en 1889.